# Cleptometopus niasicus
Cleptometopus niasicus är en skalbaggsart som beskrevs av Aurivillius 1925. Cleptometopus niasicus ingår i släktet Cleptometopus och familjen långhorningar. Inga underarter finns listade i Catalogue of Life.